# Natronsee
Natronseen, auch als Sodaseen bezeichnet, sind abflusslose Binnengewässer in niederschlagsarmen Regionen mit ungewöhnlich hohen pH-Werten und gleichzeitig hohen Anteilen gelöster Minerale. Den Schwerpunkt bilden dabei Natriumverbindungen.
Das alkalische Milieu wird vor allem durch gelöste Natriumsalze wie Natriumcarbonat und Natriumhydrogencarbonat hervorgerufen. Es treten dabei auch Natriumchlorid und Natriumsulfat auf. Die Salze reichern sich in abflusslosen Seen bei Vorliegen entsprechender geologischer Verhältnisse (Auslaugung carbonathaltiger Gesteine oder vulkanische Aktivitäten) und hohen Verdunstungsraten an. Dabei können den Seen nahe Gesteinseinheiten die Quelle entsprechender Salze sein oder die meist episodischen Seezuflüsse bereits über eine signifikante Salinität verfügen. Die extrem ariden Verhältnisse in den Becken bedingen eine hohe Verdunstungsrate, wodurch sich ein zunehmender Mineralgehalt im Wasserkörper anreichert. Trocknen die Seen zeitweilig oder dauerhaft aus, hat sich eine Salztonebene gebildet. Natronseen findet man deshalb vor allem in Halbwüsten und Steppen. Einer der bekanntesten Sodaseen ist der Lake Natron in Tansania. Weitere Gewässer dieses Typs befinden sich westlich des Nildeltas. Der größte ist der in Kleinasien gelegene Vansee, das größte Gewässer der Türkei. Auch in Nord- und Südamerika, weiteren Teilen Asiens und Südosteuropa findet man diesen Gewässertyp mit diesem Ablagerungsmilieu. Bekannte Beispiele sind der Owens Lake in Kalifornien, der Güsgundag-See am Kleinen Ararat in Armenien und kleinere Seen in der Gegend zwischen den ungarischen Städten Debrecen und Szeged.
Natronseen sind oft reich an Biomasse. Aufgrund der hohen pH-Werte und Salzkonzentrationen sind die hier lebenden Organismen alkaliphil oder alkalitolerant und gleichzeitig halophil. Die wenigen hierauf spezialisierten Bakterien, Archaeen und Algen können sich massenhaft vermehren und führen in einigen Fällen zu Sichttiefen von nur wenigen Zentimetern. Manche Natronseen gehören deshalb zu den produktivsten Ökosystemen der Welt.
Einige der Einzeller betreiben Photosynthese mit Pigmenten intensiver Farbe. Diese Mikroorganismen – und nicht die gelösten Salze – sind der Grund für die ungewöhnlichen Färbungen verschiedener Natronseen. In drei ostafrikanischen Natronseen kommen auch speziell angepasste Fische vor, die Sodacichliden (Alcolapia).
Einige Natronseen dienen der Gewinnung von Natursoda. Dafür genutzte Salzablagerungen an solchen Seen von größerer historischer Bedeutung befinden sich in Ägypten, Tansania und Ungarn.

## Beispiele

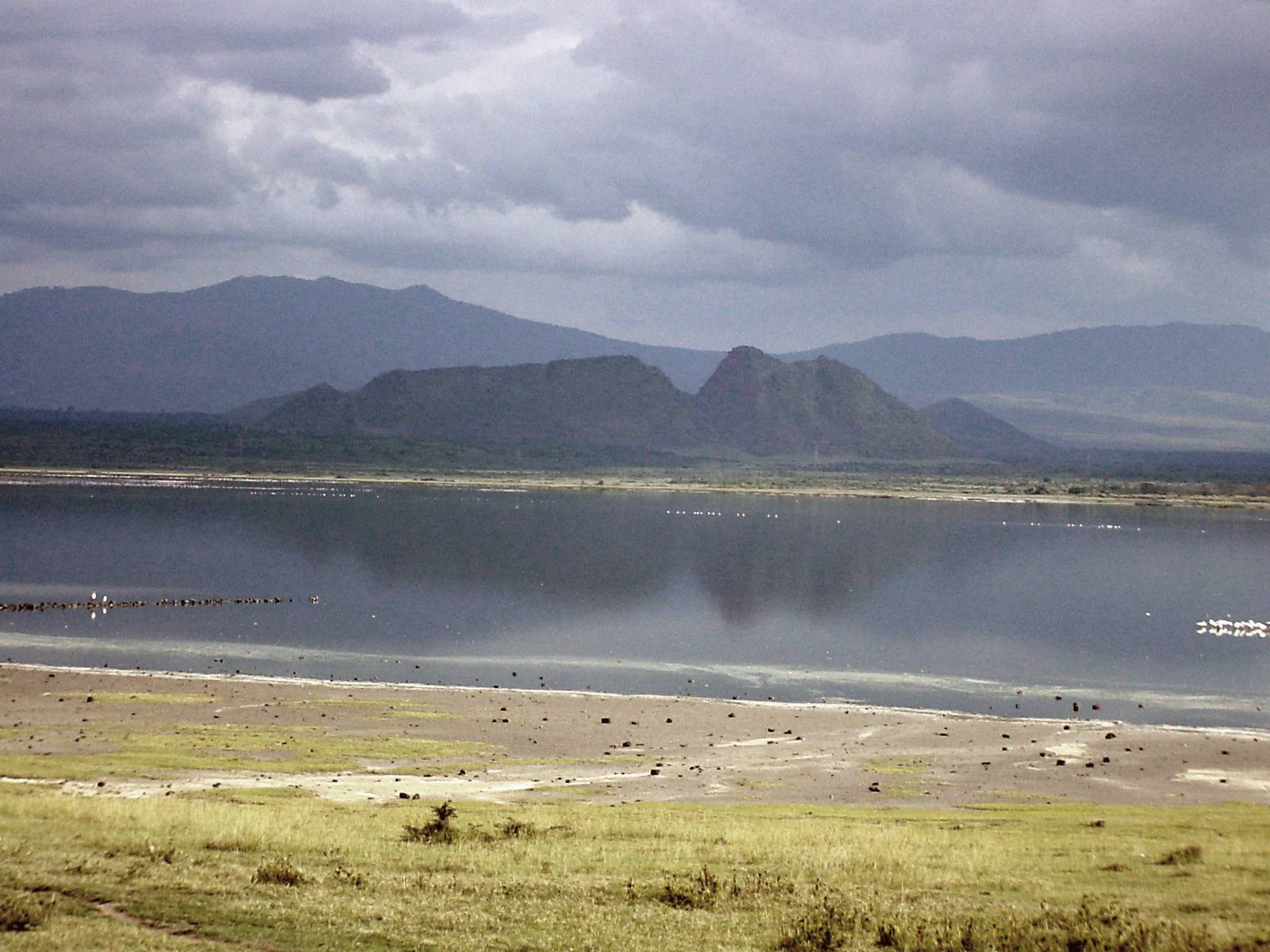
Elmenteitasee, stark alkalischer See im östlichen Arm des Ostafrikanischen Grabens
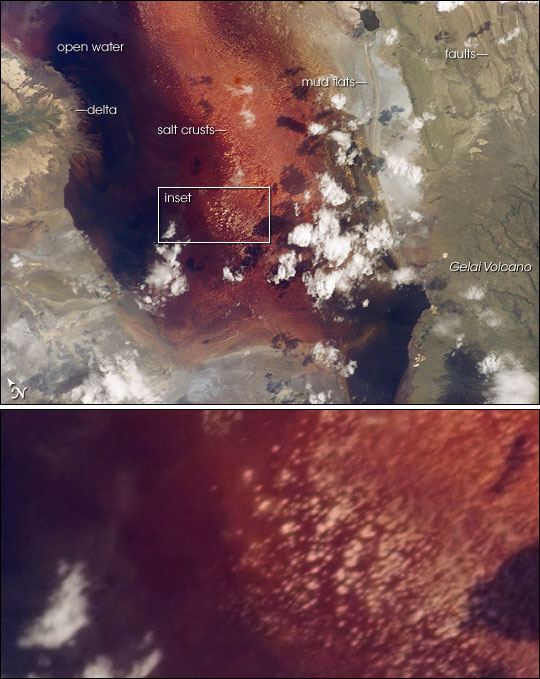
Satellitenbild des südlichen Natronsees in Tansania. Im vergrößerten Ausschnitt sind im flachen Wasser helle Salzkrusten sichtbar
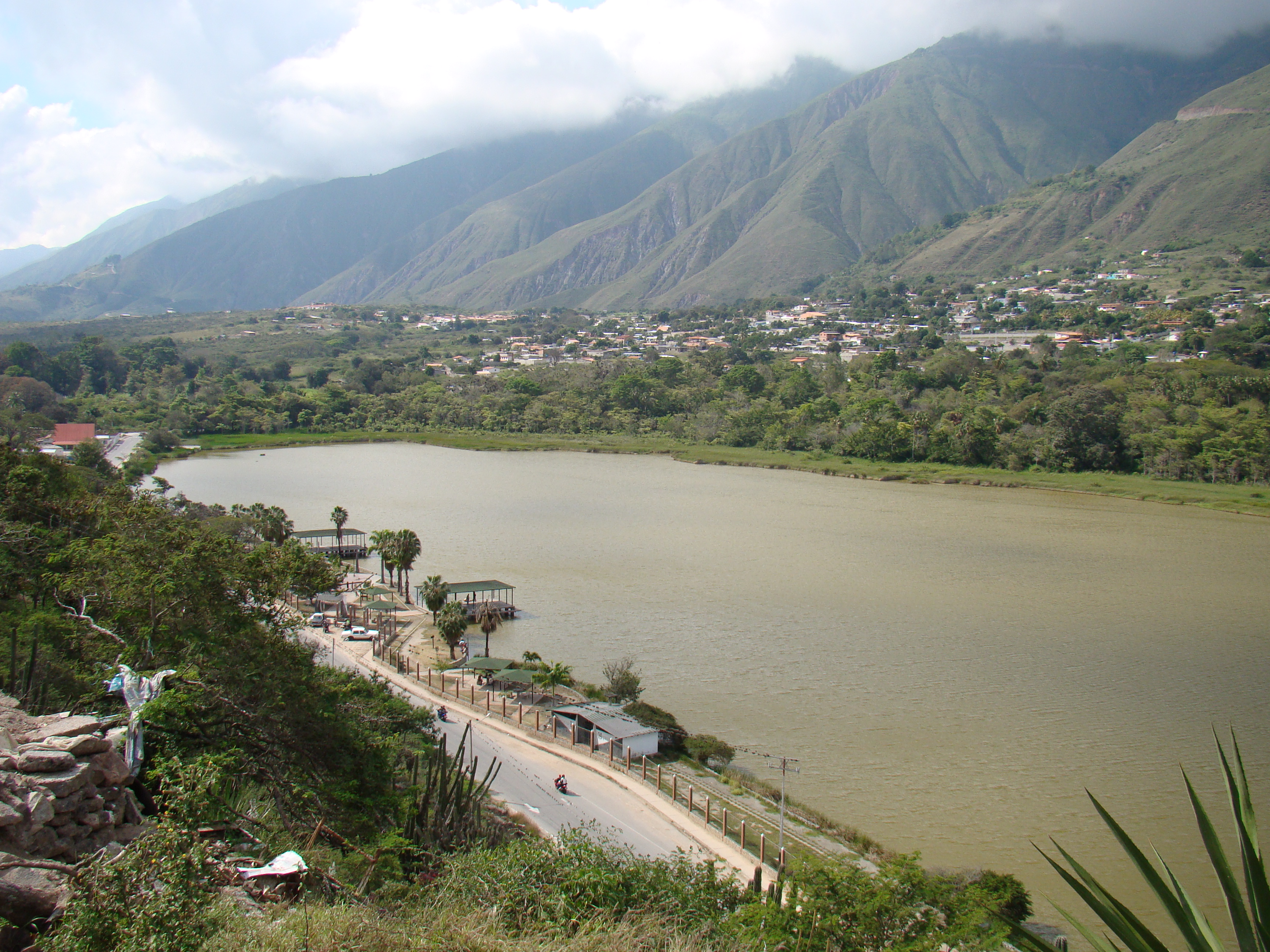
Laguna de Urao, ein Natronsee im Bundesstaat Mérida in Venezuela
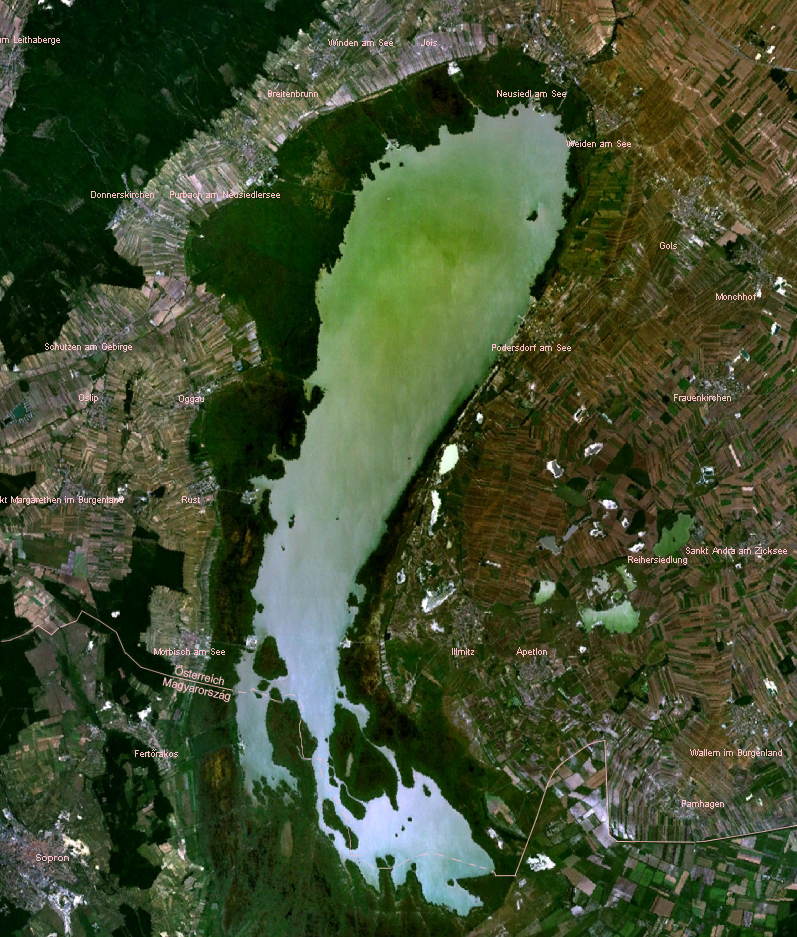
Der Neusiedler See ist ein europäischer Sodasee
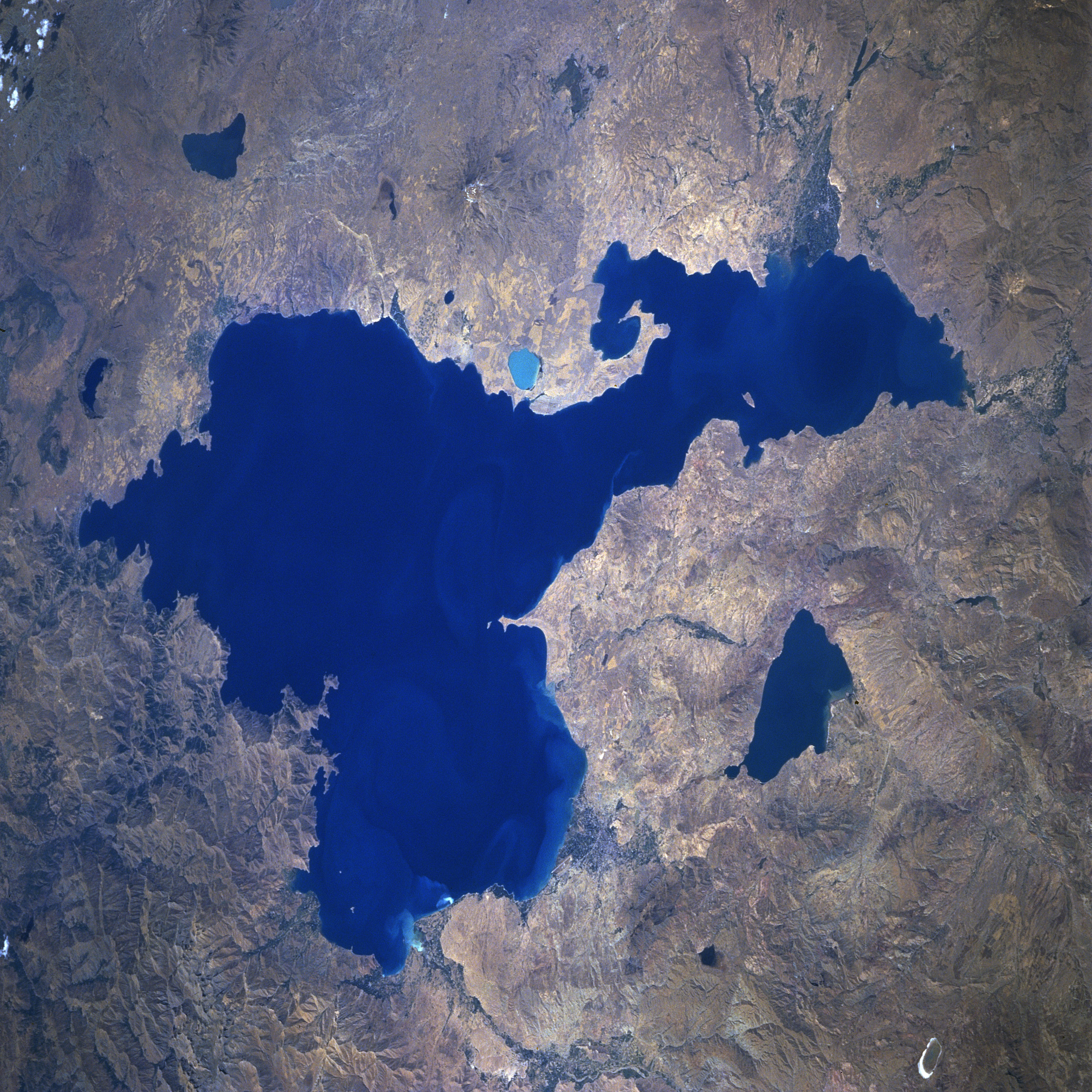
Der Vansee in der Türkei
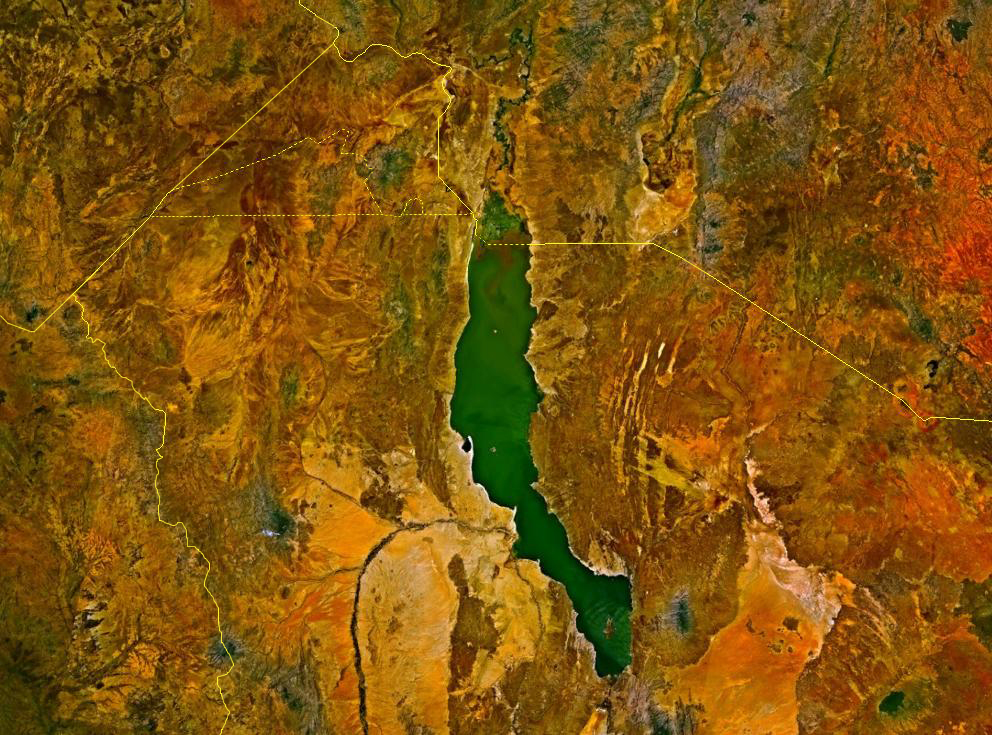
Der Turkanasee in Ostafrika
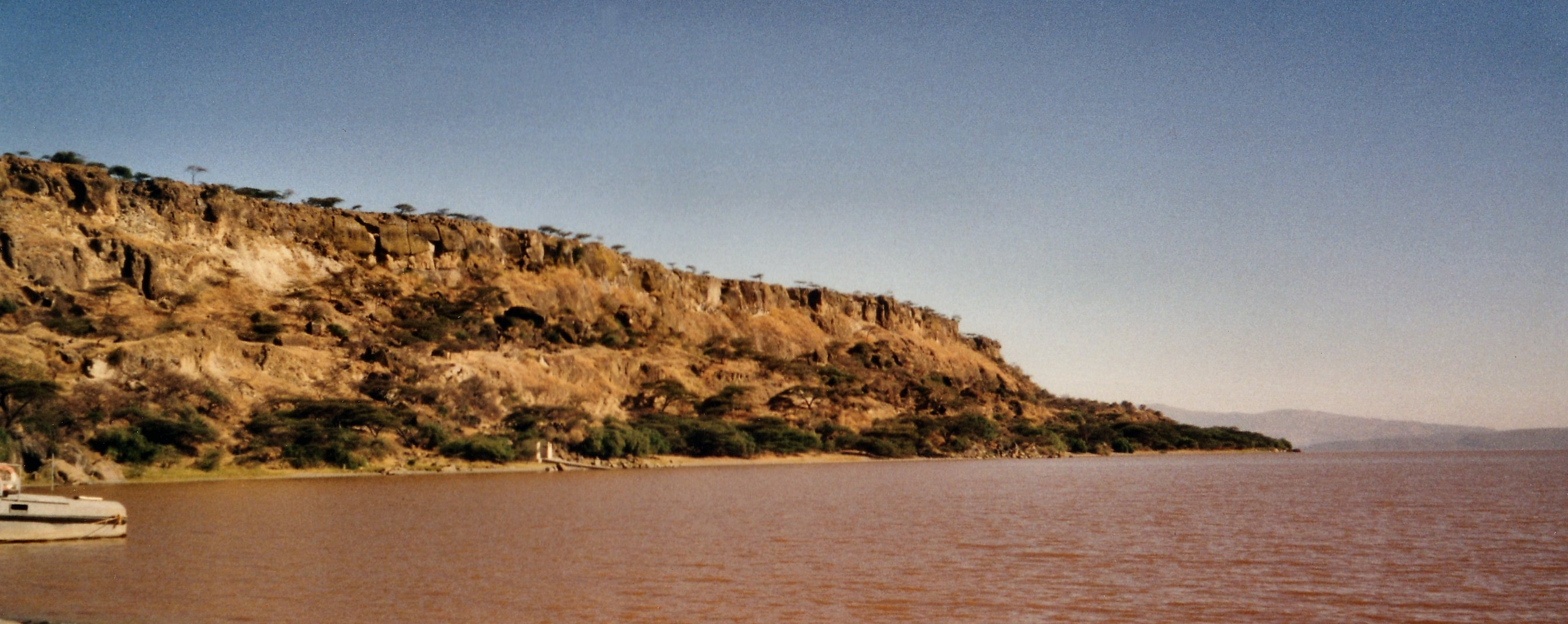
Der Langano befindet sich ebenfalls im Ostafrikanischen Graben
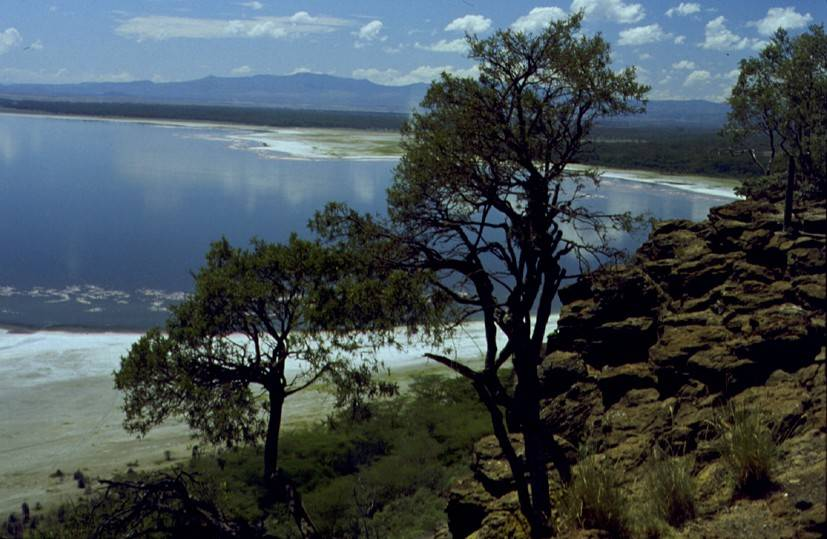
Nakurusee in Kenia
Der Mono Lake in Kalifornien